# Luna Park (Paris)
Pour les articles homonymes, voir Luna Park.
 (avril 2020).
Si vous disposez d'ouvrages ou d'articles de référence ou si vous connaissez des sites web de qualité traitant du thème abordé ici, merci de compléter l'article en donnant les références utiles à sa vérifiabilité et en les liant à la section « Notes et références ».
Luna Park était un parc d'attractions situé près de la porte Maillot, en périphérie de Paris, ouvert en 1909 et définitivement fermé en 1946.

## Historique

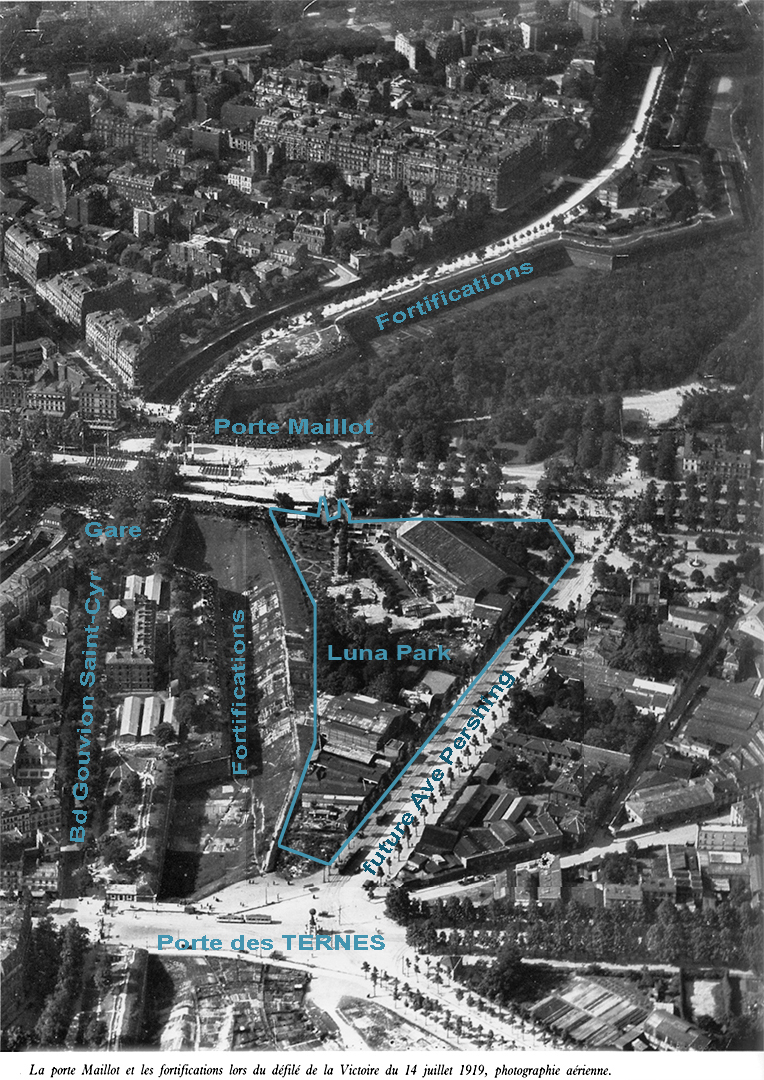
Luna Park (photo aérienne, en 1919).

À l'emplacement du Palais des Congrès actuel se trouva pendant près d'un demi-siècle, le plus grand parc de loisirs de Paris, le « Luna Park » qui a animé les loisirs de plusieurs générations de Parisiens.

### Le théâtre géant Columbia

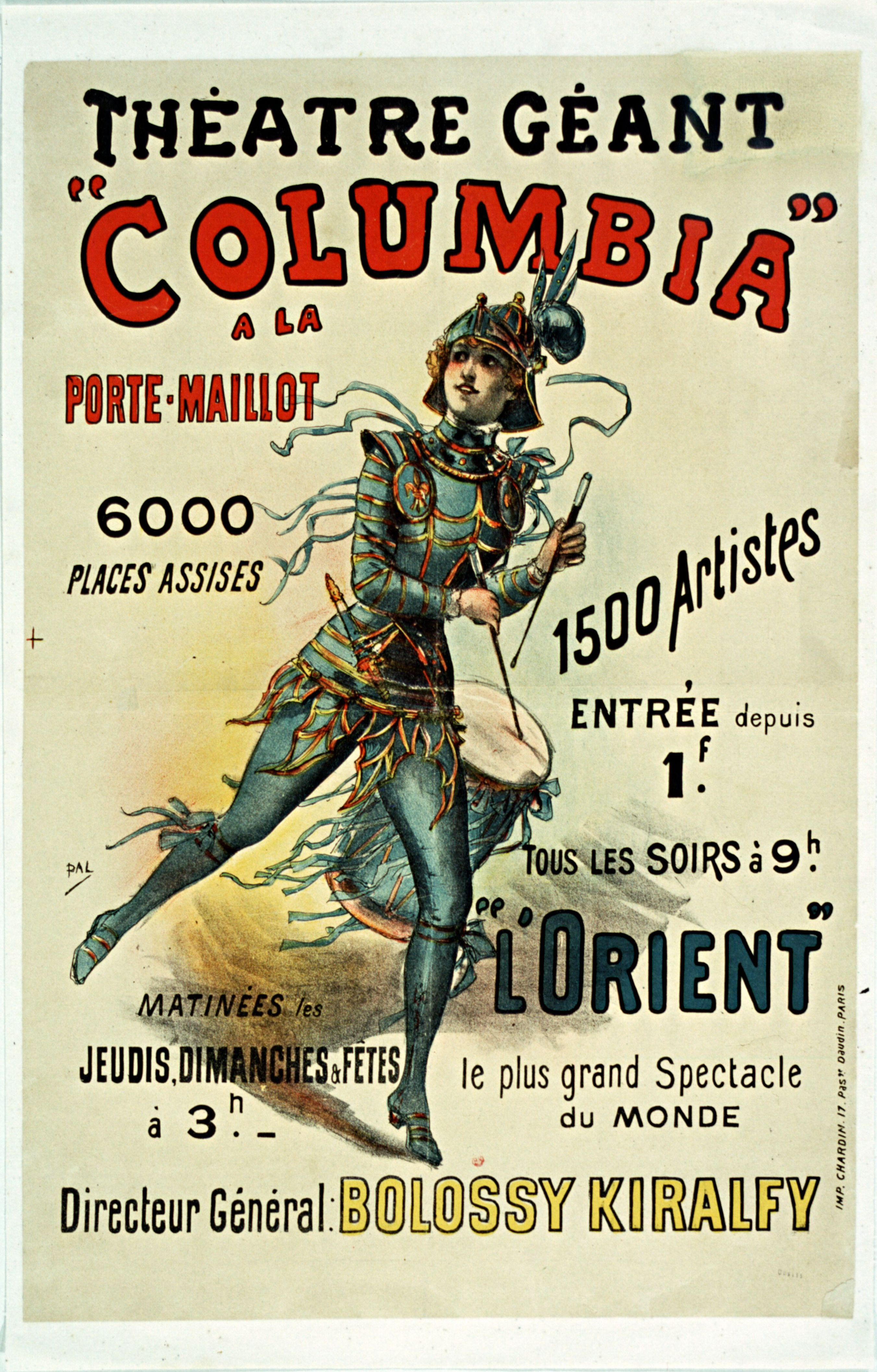
Le programme du Columbia.

Avant cela, pour l'ouverture de l'Exposition universelle de 1900, une salle de 6 000 places, nommée « le Columbia », fut construite pour abriter un spectacle de 1 500 personnages dont 600 danseuses et toute une ménagerie de serpents, éléphants, chameaux et chevaux. « Entre la rampe et les premières rangées de spectateurs s'étend un lac où naviguent des escadres ».
Le burlesque avait grande place dans ces représentations, le numéro La maison qui brûle y tient l'affiche en tant que « spectacle démontré par les corps de pompiers de la Cité de New York ; corps de sauvetage, corps des échelles et crochets, police, armée du salut, sœurs de charité, ouvriers visiteurs et troupe d'artistes d'un théâtre ; avec un grand nombre de pompiers, vendeuses de fleurs, gens de New-York, officiers de police, Chinois et nègres burlesques ».

### Le Printania-music-garden
Détruit quatre années plus tard, le Columbia fait place au Printania-music-garden, inauguré le 10 juin 1904. De 1905 à 1908, le « Printania » regroupait aux côtés d'une salle de danse des attractions foraines. Construit par l'architecte Jandelle, le public y voyait défiler jusqu'à vingt-cinq numéros de cirque par représentation, et se divertissait dans les jardins environnants qui comportaient des bars, un toboggan géant avec ascenseur et un restaurant avec terrasse-promenoir donnant sur l'avenue de la Grande-Armée. Dans la salle de concert des chanteurs de second plan se succédaient. À la suite de mauvaises affaires, l'établissement fut vendu à une société américaine puis fut géré par Léon Volterra.

### Création du Luna Park
Le Printania sera remplacé par le Luna Park. Construit en 1909, il est le deuxième parc d'attractions de l'histoire de France, après le Tivoli et avant Magic City. Il devint l'équivalent, pour Paris, du Prater pour Vienne ou des jardins de Tivoli pour Copenhague. À Paris et particulièrement dans le 17e arrondissement, il ressuscitait la vogue, depuis longtemps déjà oubliée, des « Tivolis », qui faisaient florès sous l'Empire et la Restauration. Dans le quartier des Ternes l'un des premiers abritait les montagnes russes de la Barrière du Roule — situées sur l'actuelle place des Ternes — et l'un des tout derniers occupa ce qui est aujourd'hui la villa des Ternes.
Son emplacement précis et ses dimensions sont visibles sur une photographie aérienne de 1919. Il sera encore agrandi après suppression des fortifications.

## Près de 40 ans de festivités
Au Luna Park abondaient les attractions à grand spectacle, permises par les progrès de la construction métallique. Il était conçu sur le modèle new-yorkais du parc de Coney Island. C'était une indescriptible fête foraine permanente, attirant des foules considérables avec des attractions de choix notamment son Scenic Railway, ses montagnes russes, sa Water-Chute, ou son Palais des folies, c'est-à-dire son dancing. Les montagnes russes longues de 1 947 mètres, réservées aux amateurs de sensations fortes, permettent d'atteindre de vertigineuses vitesses, grâce à l'électricité. Les voitures sont équipées de moteurs électriques et alimentées en courant par un rail central, notamment aux passages où la vitesse acquise n'est plus suffisante par rapport à celle souhaitée.
Charles Sorlier a décrit avec malice deux divertissements qui avaient la particularité d'attirer les adolescents boutonneux et les amateurs de lingerie féminine. Le premier consistait à viser une cible avec une boule de bois qui, si elle parvenait à son but, faisait basculer d'un lit une fille en porte-jarretelles. Le second, aussi goûté, était le vaisseau spatial de l'attraction Voyage dans la lune, sorte de palais du rire qui se terminait invariablement par un jet d'air comprimé relevant la jupe de demoiselles audacieuses. Cette attraction, mise en place lors de l'exposition pan-américaine, a inspiré le nom de Luna Park, des parcs Magic City et de ceux qui ont suivi
Charles Sorlier prétend que des filles légères venaient tout spécialement sur cette attraction, « oubliant » chez elles leurs culottes, et proposant ensuite aux amateurs un autre genre de voyage...
Luna Park était ouvert de 13 heures à minuit et son accès coûtait à l'époque 1 franc (avec une attraction gratuite), à l'exception du vendredi où le prix était plus élevé.

## Fin du Luna Park
Il est rapporté qu'au début la clientèle était plutôt « habillée » : on n'aurait pas osé s'y présenter sans un complet strict, un col et une cravate. Beaucoup plus tard, sans doute parce que les Allemands, sous l'Occupation, en avaient fait l'un de leurs lieux de divertissement préférés, et que l'on y pratiquait sans vergogne la « fraternisation », le Luna Park acquit une réputation douteuse.[réf. nécessaire]
En 1929-1930, Léonard Rosenthal désire y établir une Place de la Victoire et tente dans ce but d'acquérir la concession des terrains où se dresse Luna Park,. La baisse de popularité, due en partie à la Grande Dépression, incite le propriétaire du parc à acheter en 1931 vingt-cinq baleines embaumées et cent manchots vivants pour les montrer au public. Ces ajouts ne réussissent pas à redresser la barre. La date de fermeture est sujette à caution et diffère selon les sources. Elle varie de 1931, à 1934, voire « lors de la Seconde Guerre mondiale ».
Léon Blum tient un discours dans la salle le 6 septembre 1936,. La confusion entre les dates provient vraisemblablement de cessation d'activité à date différée.
Le parc de loisirs a probablement fermé ses portes en premier, suivi quelque temps plus tard par la salle.
L'orchestre de cuivres et piano dirigé par Pierre Saaorborg y a joué du 12 juin au 1er août 1943. Robert Lockwood (cousin de Didier Lockwood, violoniste) y tenait la trompette. Il existe une photo de l'orchestre surmonté de la photo de Pétain et des photos du groupe de musiciens (Micheline, fille de Robert Lockwood, détient la photo).
Fermé en janvier 1946 à la suite d'un jugement d'expulsion obtenu par la Ville de Paris , il laisse place dès 1948 à une vaste cité administrative accueillant les services du ministère de la Reconstruction avant que n'y soient finalement édifiés en 1974 le Palais des Congrès et l'hôtel Concorde-Lafayette.

## Attractions
- Shoot-the-chutes, un Shoot the Chute
- Le Chatouilleur
- Scenic Railway, sur le Pikes Peak, montagnes russes en bois à friction latérale, sur un parcours de 1 945 mètres
- Diabolic wheels, une barque scénique et une salle de bal
- Manoir de Tohu Bohu, un parcours scénique
- La crypte des Pharaons, un parcours scénique
- La rivière souterraine ou La rivière mystérieuse, sous le Pikes Peak
- Les cavernes fantastiques, un parcours scénique

Source : cartes postales anciennes

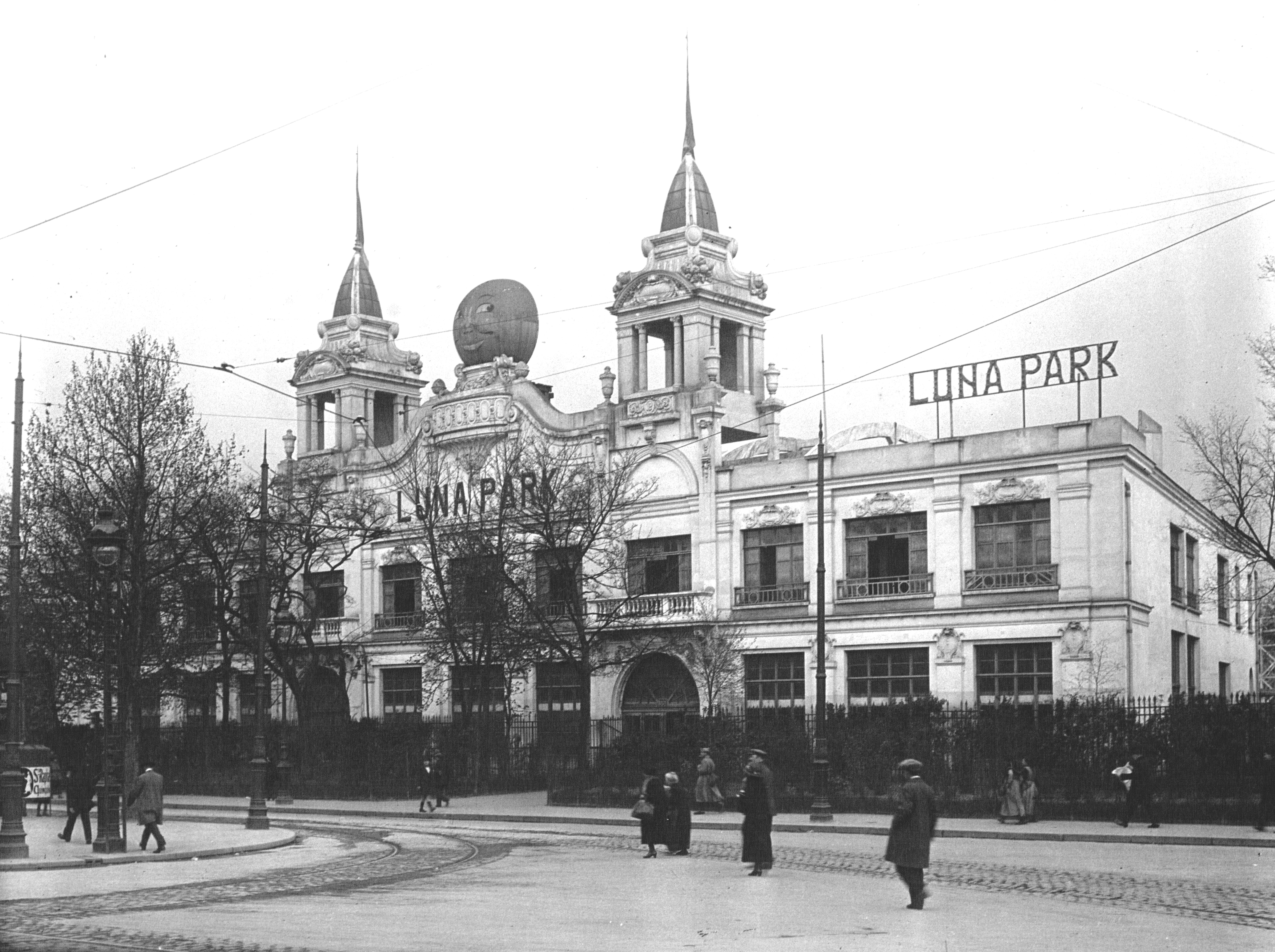
La façade du parc en 1923.
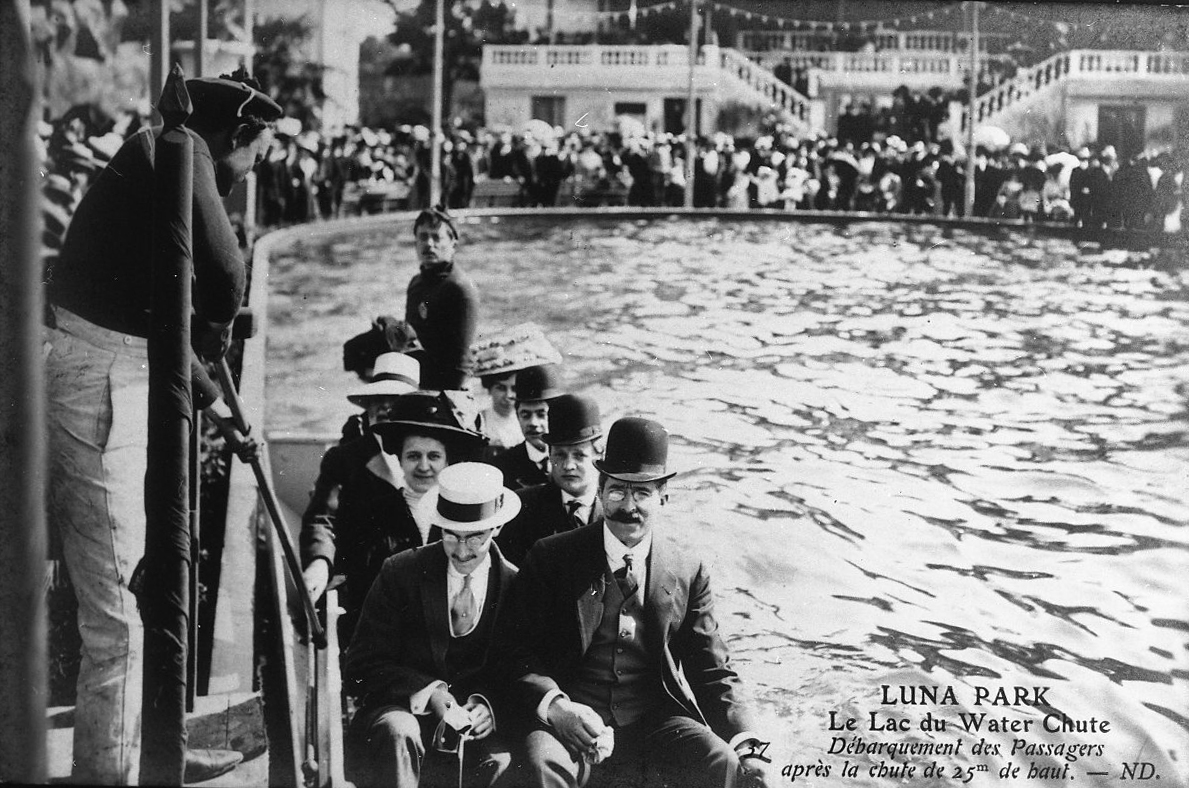
Arrivée de la Water Chute.
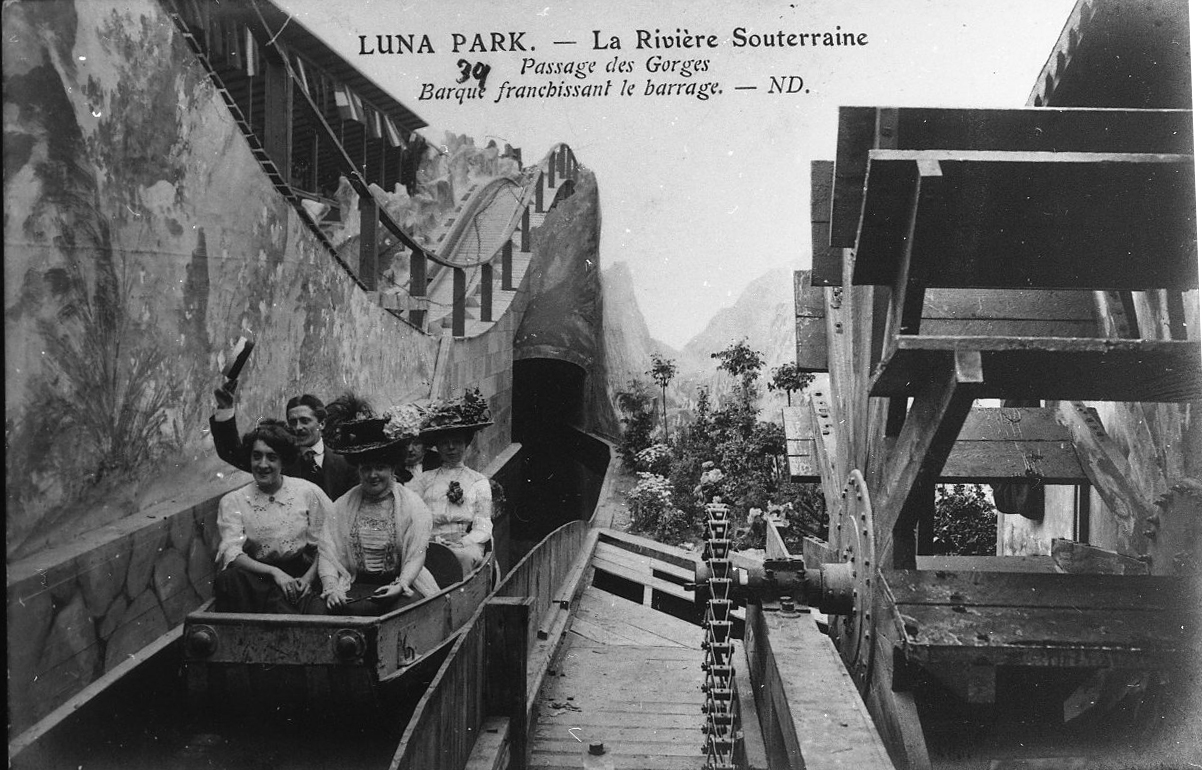
La rivière souterraine.
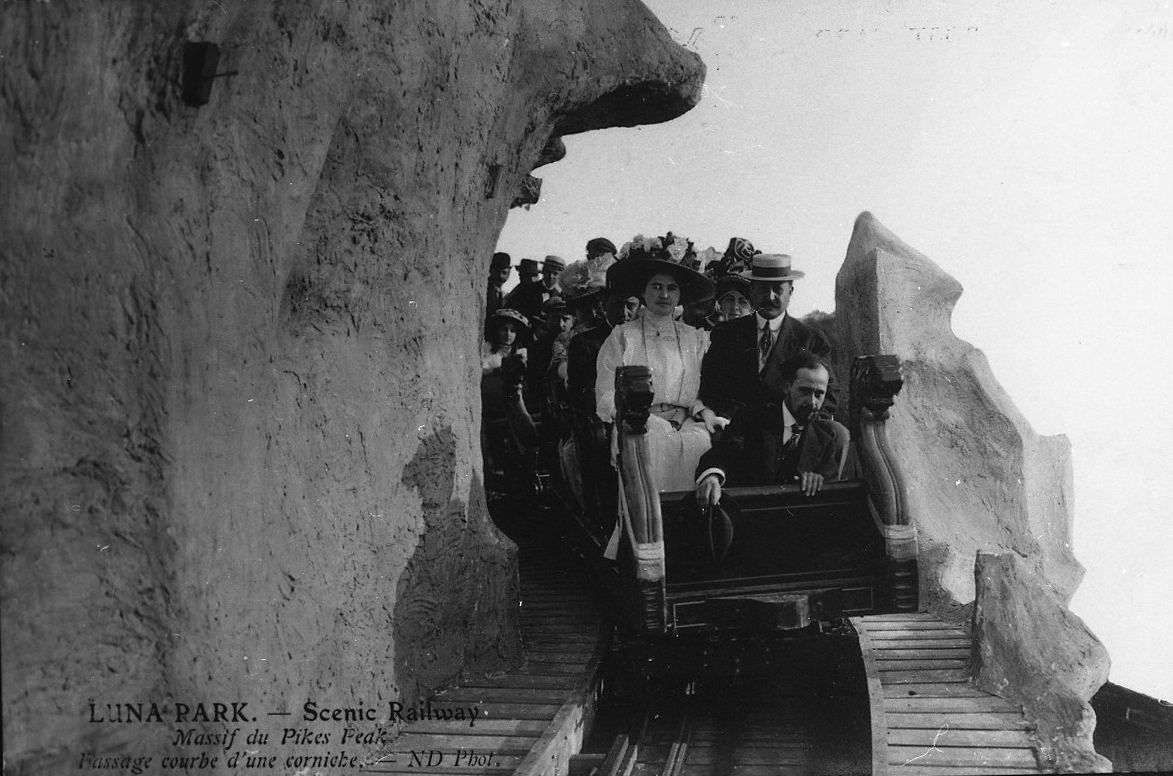
Scenic Railway.
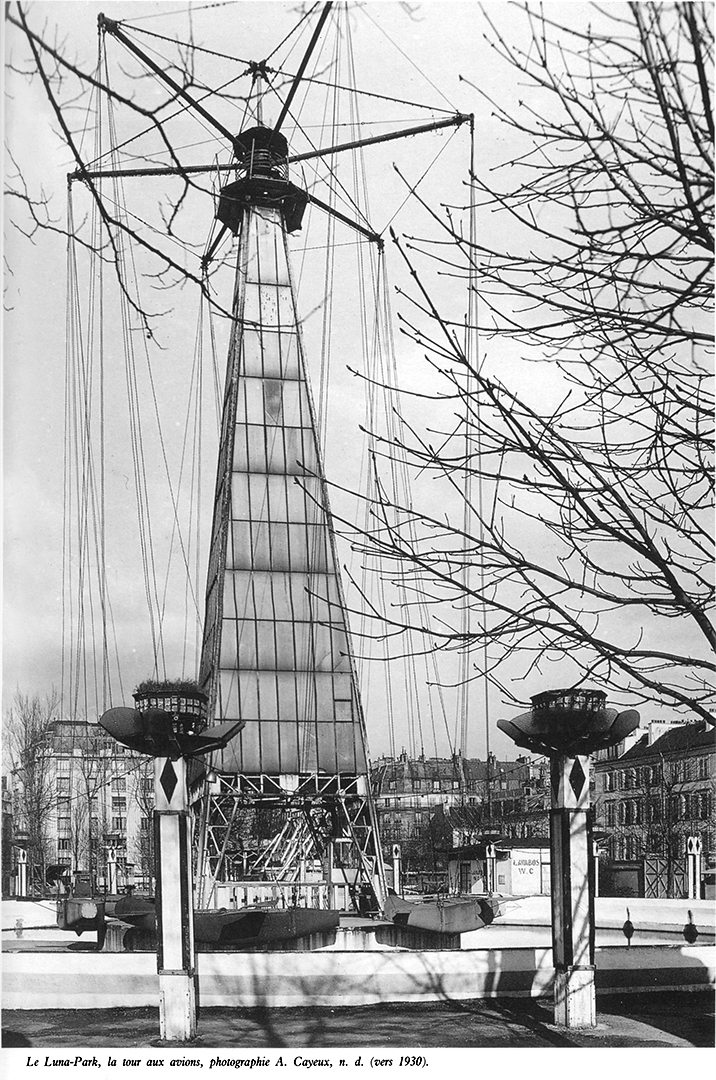
La tour aux avions vers 1920.

## Autres attractions voisines
Le Tour de France cycliste 1912 partit du Luna Park.
Monsieur de Verzy, conseiller municipal de Neuilly, avait également créé près de la Porte Maillot le Panstéréorama, dispositif permettant d'admirer les reliefs des plus grandes villes d'Europe.

## Dans la culture
- Céline fait référence au Luna Park dans ce passage, resté célèbre, du Voyage au bout de la nuit (1932) :

« La loi, c'est le grand « Luna Park » de la douleur. Quand le miteux se laisse saisir par elle, on l'entend encore crier des siècles et des siècles après. »

— Louis-Ferdinand Céline, Voyage au bout de la nuit
- Yves Montand interprète la chanson Luna Park, dont les paroliers sont Loulou Gasté et Jean Guigo[19].
- La revue Luna Park fondée par Marc Dachy, 8 numéros pour la première série de 1974 à 1982. Puis une deuxième série de 2003 à 2011.
- Raymond Queneau situe son roman Pierrot mon ami au cœur du Luna Park, où travaille le personnage éponyme.